# Matilda Koen-Sarano
Matilda Koen-Sarano (em hebraico:  מתילדה כהן-סראנו, Milão, 31 de julho de 1939 – 4 de junho de 2024), foi uma escritora israelense, nascida na Itália, filha de pais judeus turcos. Foi uma das escritoras mais conhecidas e prolíficas da língua judeu-espanhola.

## Biografia
Koen-Sarano nasceu em Milão em 1939 em uma família sefardita originária da Turquia. Seu avô, Moshe, nasceu em Bergama em 1874. Seus pais, Alfredo Sarano e Diana Hadjes, nasceram em Aidim. Seu pai viveu na ilha de Rodes até 1925, enquanto sua mãe viveu em Izmir até 1938, e se casaram em Milão em 1938  . Durante a Segunda Guerra Mundial, a família se escondeu nas montanhas italianas das perseguições nazistas. Depois da guerra, seu pai se tornou o secretário da Comunidade Judaica de Milão de 1945 a 1969. Ela se casou com Aaron Koen e eles emigraram para Israel em 1960.

## Carreira
Matilda estudou na Escola da Comunidade Judaica de Milão, e também estudou línguas na Universidade Luigi Bocconi em Milão e também literatura italiana e literatura judaico-espanhola e folclore sefardita na Universidade Hebraica de Jerusalém .
Ela fez aliá com o marido em 1960. No verão de 1979, ela participou do seminário para produtores de rádio falantes da língua judeu-espanhola realizado em Kol Israel . Isso despertou nela o desejo de escrever em sua língua materna e de colocar os holofotes em tudo o que ela viveu até o final da infância. Para isso, ela começou a entrevistar várias pessoas do mundo sefardita para registrar e guardar centenas de contos populares e histórias tradicionais. Além disso, nessa atividade ela fez seu retorno à universidade como pesquisadora. Então ela publicou seu primeiro livro de contos folclóricos sefarditas, chamado Kuentos del Folklor de la Famiya Djudeo-Espanyola (Contos Folclóricos da Família Judeu-Espanhola) em 1986, em Jerusalém .
Em abril de 2009, ela publicou seu livro mais recente, "Kon bayles i kantes, Sefaradis de dor en dor" (Com danças e canções, sefarditas de geração em geração).
Koen-Sarano ensinou Ladino na Universidade Ben-Gurion do Negev desde 1996 e também num curso para Professores da língua Judeu-Espanhola, organizado pela Autoridade Nacional para o Ladino e sua Cultura, em Jerusalém desde 1998. Além disso, ela escreve as notícias em Judeu-Espanhol para a rádio Kol Israel .

## Vida pessoal
Koren-Sarano foi mãe de três e avó de oito netos. Sua filha, Liora Kelman, foi co-autora com ela do livro de receitas sefarditas Gizar kon Gozo .

## Morte
Matilda morreu no dia 4 de junho de 2024, aos 84 anos.

## Obras

### Livros de histórias e contos
- Kuentos del folklor de la famiya djudeo-espanyola + kaseta de kuentos. Kana, Jerusalém, 1986
- Djohá ke dize?, Kana, Jerusalém, 1991
- Konsejas i konsejikas del mundo djudeo-espanyol, Kana, Jerusalém, 1994
- Lejendas i kuentos morales de la tradisión djudeo-espanyola, Nur, Jerusalém, 1999.
- Sipuré Eliau Anaví, com anotações de Shifra Safra, Midreshet Amalia, Jerusalém, 1993-4
- De Saragoza a Yerushaláyim, Ibercaja, Zaragoza, 1995
- Storie di Giochà, em duas edições: uma para escolas (1991) e outra para o público em geral. Sansoni, Florença, 1990 (em italiano)
- Le storie del re Salomone. Sansoni, Florença, 1993. (em italiano)
- King Solomon and the Golden Fish, com anotações de Reginetta Haboucha, Wayne State University Press, Detroit, Míchigan, 2004.
- Ritmo antiko, poezías i kantigas, Ed. pessoal. Jerusalém, 2005
- Por el plazer de kontar - Kuentos de mi vida. Seleção de histórias. Nur Afakot. Jerusalém, 2006.
- Kuentos salados djudeo-espanyoles, Editorial Capitelum, Valência, 2000.
- Folktales of Joha, Jewish Trickster. Tradução de David Herman, Jewish Publication Society, Philadelphia 2003.
- El kurtijo enkantado, Kuentos populares djudeo-espanyoles. Nur Hafakot, Jerusalém, 2003.
- Kuentos del bel para abasho” Kuentos djudeo-espanyoles, Ed. Şalom, Istambul, 2005.
- Kon bayles i kantes, Sefaradis de dor en dor, Ed. Şalom, Istambul, 2009.
- Vejés liviana, kuentos djudeo-espanyoles. Nur Hafakot, Jerusalém, 2006.

### Scripts
- Sefaradís de dor en dor, novela musical. Música de Hayim Tsur. Israeli Ministério da Educação e Cultura, Jerusalém. 1997. Adaptado para o Rádio em 1999.
- Mil i un Djohá, comédia musical (música de Hayim Tsur), Ed. pessoal, Jerusalém, 1998.
- Maridos i mujeres, novela de rádio em 12 esquetes, música de Hayim Tsur, Ed. pessoal. Jerusalém, 2000.
- Tres ermanikas, comédia de rádio, música de Hayim Tsur, Ed. pessoal. Jerusalém, 2000 (em judeu-espanhol). Adaptado para uma peça em 2004.

### Audiolivros
- Viní kantaremos, coleção de canções sefarditas tradicionais, Ed. pessoal. Jerusalém, 1993. Reeditado em 2003 i 2006.
- Jewish Ladino Songs, Hataklit, Ramat-Gan, 1993 (cinco contos em ladino) Narração de Matilda Koén-Sarano, música de Hayim Tsur.
- 'Nostaljía, Hataklit, Ramat-Gan, 1995 (18 contos em ladino. Narração de Matilda Koén-Sarano, música de Hayim Tsur.
- Sefaradís de dor en dor (las kantigas de la komedia muzikal), narração de Matilda Koén-Sarano, música de Hayim Tsur. Hataklit, 1999.
- Di ke no es tadre, 14 contos novos em Ladino. Narração de Matilda Koén-Sarano, música de Avraham Reuveni. Jerusalém, 2002.
- Guerta muzikal: Koleksión de piezas muzikales djudeo-espanyolas, (Sefaradís de dor en dor; Maridos i mujeres, Mil i un Djohá, El novio imajinario i Tres ermanikas). Matilda Koén-Sarano, Moshé Bahar, Hayim Tsur e Avraham Reuveni. Jerusaléem, 2002. (em judeu-espanhol)

### Cursos de idiomas
- Kurso de Djudeo-Espanyol (Ladino) para Prinsipiantes, Universidade Ben-Gurion do Neguev, 1999.
- Kurso de Djudeo-Espanyol (Ladino) para Adelantados, Universidade Ben-Gurion do Neguev, 1999.
- Kon Maymon Benchimol, Vokabulario Djudeo- Espanyol (Ladino) - Ebreo; Ebreo -Djudeo-Espanyol (Ladino), Universidade Ben-Gurion do Neguev, 1999.
- Tabelas de verbos en Djudeo-Espanyol (Ladino), Ed. de la Autora. Jerusalém, 1999.

### Livros de receitas
- Gizar Kon Gozo. Escrito conjuntamente com Liora Kelman. S. Zak. Jerusalén, 2010

### Dicionários
- Diksionario Ebreo-Djudeo-Espanyol (Ladino), Djudeo-Espanyol (Ladino)-Ebreo. Zak, Jerusalén, (2010).